# Kepler-32
Kepler-32 ist ein Roter Zwerg im Sternbild Schwan, der rund 988 Lichtjahre von der Sonne entfernt ist. Der Stern besitzt ein Planetensystem aus fünf bekannten Exoplaneten. Kepler-32 ist wie alle Roten Zwerge deutlich kleiner und lichtschwächer als die Sonne. Seine Masse ist rund 0,54 der Sonnenmasse, sein Radius rund 0,53 des Sonnenradius. Seine Oberflächentemperatur beträgt etwa zwei Drittel der Oberflächentemperatur der Sonne und seine Leuchtkraft nur 5 % der Leuchtkraft der Sonne.

## Planetensystem
Durch das Weltraumteleskop Kepler wurden mittels der Transitmethode im Jahr 2011 zunächst zwei Planeten in Umlaufbahnen um den Stern entdeckt, gefolgt von der Entdeckung dreier weiterer Planeten im Jahr 2012. Alle Planeten umkreisen ihren Zentralstern auf sehr engen Umlaufbahnen innerhalb weniger Tage bzw. Stunden (beim innersten Planeten). Die beiden innersten Planeten Kepler-32f und Kepler-32e haben einen Radius von jeweils etwa 0,81 Erdradien bzw. 1,5 Erdradien. Die drei weiter außen umlaufenden Planeten Kepler-32b, Kepler-32c, und Kepler-32d weisen dagegen einen Radius auf, der etwa zwischen 2 und 2,7 Erdradien liegt.
Einer Ende 2012 veröffentlichten Studie zufolge sind die Planeten wahrscheinlich in größerer Entfernung von Kepler-32 entstanden, bevor sie durch Migration ihre heutigen Umlaufbahnen einnahmen. Die Planeten von Kepler-32 können als repräsentativ für die im Rahmen der Kepler-Mission beobachteten M-Zwerge gelten.
Planetensystem von Kepler-32
| Planet (nach Entfernung vom Stern) | Entdeckung (Jahr) | Radius (in {\displaystyle R_{\oplus }}) | Masse (in M⊕) | Umlaufzeit (in Tagen) | Große Halbachse (in AE) | Bahnneigung (in {\displaystyle \mathrm {^{\circ }} }) | Exzentrizität |
| ---------------------------------- | ----------------- | --------------------------------------- | ------------- | --------------------- | ----------------------- | ----------------------------------------------------- | ------------- |
| Kepler-32f                         | 2012              | 0,81 ± 0,05                             | —             | 0,74296 ± 0,00007     | 0,0130 ± 0,0002         | —                                                     | —             |
| Kepler-32e                         | 2012              | 1,5 ± 0,1                               | —             | 2,8960 ± 0,0003       | 0,0323 ± 0,0005         | —                                                     | —             |
| Kepler-32b                         | 2011              | 2,25 ± 0,11                             | 9,4+3,6−3,1   | 5,90124 ± 0,00010     | 0,05                    | —                                                     | —             |
| Kepler-32c                         | 2012              | 2,02 ± 0,11                             | 7,7+5,0−3,8   | 8,7522 ± 0,0003       | 0,09                    | —                                                     | —             |
| Kepler-32d                         | 2012              | 2,7 ± 0,1                               | —             | 22,7802 ± 0,0005      | 0,128 ± 0,002           | —                                                     | —             |